# 베네수엘라의 경제
베네수엘라의 경제는 주로 석유에 기반을 두고 있으며 2013년 이후 경제가 완전히 붕괴된 상태이다. 베네수엘라는 석유 수출국 기구(OPEC)의 8번째 회원국이며, 석유 생산량에 따른 나라 목록으로는 세계 26위이다. 1920년대 이래로 베네수엘라는 석유를 주요 수출품으로 제공하는 임대 국가였다.  베네수엘라는 2015년부터 초인플레이션을 경험하고 있다.
2014년 전체 무역은 국내총생산(GDP)의 48.1%를 차지하였으며, 수출은 GDP의 16.7%, 석유제품은 약 95%를 차지하였다. 1950년대부터 1980년대 초까지 베네수엘라 경제는 꾸준한 성장을 경험하여 많은 이민자들을 끌어들였고, 중남미에서 가장 높은 생활 수준을 누렸다. 1980년대 유가의 폭락으로 경제가 위축되면서 통화는 점진적인 평가절하를 시작했고 인플레이션이 치솟아 우고 차베스 대통령이 취임하기 3년 전인 1989년 84%, 1996년 99%까지 치솟았다.
베네수엘라는 철강, 알루미늄, 시멘트 같은 중공업 제품을 제조하고 수출한다. 생산은 세계에서 가장 큰 댐 중 하나이자 베네수엘라 전력의 약 3/4을 공급하는 구리댐 근처의 시우다드과야나 주변에 집중되어 있다. 다른 주목할 만한 제조업으로는 전자제품, 자동차, 음료, 식료품 등이 있다. 베네수엘라의 농업은 GDP의 약 4.7%, 노동력의 7.3%, 베네수엘라의 국토 면적의 최소 4분의 1을 차지한다. 베네수엘라는 쌀, 옥수수, 생선, 열대과일, 커피, 돼지고기, 쇠고기를 수출한다. 베네수엘라는 약 14조 3천억 달러의 천연자원을 보유하고 있으며, 대부분의 농업 분야에서 자급자족하고 있지 않다.
두 나라 사이의 긴장된 관계에도 불구하고, 미국은 베네수엘라의 가장 중요한 무역 파트너였다. 미국의 베네수엘라 수출품에는 기계류, 농산물, 의료기구, 자동차 등이 포함되어 있다. 베네수엘라는 미국에 대한 4대 외국 석유 공급국 중 하나이다. 베네수엘라에는 약 500개의 미국 기업들이 있다. 베네수엘라 중앙은행에 따르면 1998년부터 2008년까지 정부는 석유 생산과 수출을 통해 약 3250억 달러를 받았다. 국제 에너지 기구(2015년 8월 기준)에 따르면 하루 240만 배럴의 생산량이 미국에 50만 배럴을 공급했다.
볼리바르 혁명이 2002년 PDVSA 거대 석유회사를 반쯤 해체하고 자본이탈을 막기 위해 2003년 엄격한 통화통제를 시행한 이후 석유생산과 수출의 감소와 엄격한 통화절하가 잇따르고 있다. 게다가 합리적인 "공식적인" 환율로 외화에 대한 접근에 대한 거의 완전한 동결을 포함한 다른 논쟁의 여지가 있는 정부 정책들 중에서 가격 통제, 수많은 농경지와 다양한 산업의 수용은 베네수엘라에 심각한 부족과 식량, 물을 포함한 모든 공동 상품의 가파른 가격 상승을 초래했다. 가정용품, 예비 부품, 도구 및 의료 용품, 많은 제조업체들이 생산을 줄이거나 문을 닫도록 강요하고, 많은 제조업체들은 궁극적으로 몇몇 기술 회사들과 대부분의 자동차 제조업체들이 그랬던 것처럼 나라를 포기한다. 2015년 베네수엘라는 100% 이상의 인플레이션을 기록했는데, 이는 당시 베네수엘라의 역사상 가장 높은 수치이다. 독립 소식통에 따르면 2018년 말 베네수엘라가 초인플레이션으로 치닫는 가운데 빈곤율이 90%에 육박하면서 이 비율은 8만%로 증가했다. 2017년 11월 14일, 신용평가기관들은 베네수엘라가 채무불이행 상태에 있다고 발표했으며, 스탠더드 앤드 푸어스(S&P)는 베네수엘라를 "선택적 채무 불이행"으로 분류했다.

## 부문
우고 차베스와 그의 후계자 니콜라스 마두로의 임기 동안 많은 기업들이 베네수엘라를 떠났다. 1999년, 이 나라에는 13,000개의 회사가 있었다. 2016년까지 베네수엘라에 남아 있는 기업은 3분의 1도 안 되고, 국내에 진출한 기업은 4,000개에 불과하다.

### 석유 및 기타 자원

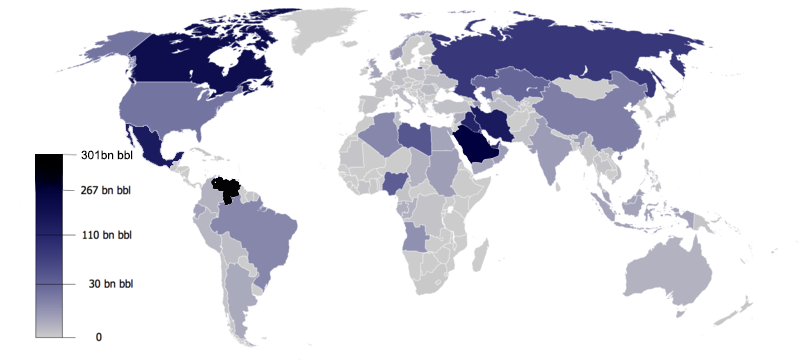
2013년 OPEC에 따른 세계 석유 매장량 지도

베네수엘라는 2017년 말 총 3,028억1,000만 배럴의 석유를 보유하고 있으며, 세계에서 가장 많은 석유를 보유하고 있다. 이 나라는 베네수엘라 경제의 핵심인 석유 제품의 주요 생산국이다. 국제 에너지 기구는 베네수엘라의 원유 생산량이 1998년 350만 배럴에서 하루 230만 배럴(37만㎡)밖에 생산되지 않아 지난 몇 년간 얼마나 감소했는지를 보여준다. 다만 최근 통화가치 절하로 원유수입이 국내 통화 가치의 2배로 늘어난다. 베네수엘라는 많은 에너지 보조금을 받고 있다. 2015년 휘발유 가격은 갤런당 미화 0.06달러로 정부 수입의 23%를 차지했다. 정부는 2016년 2월 가격을 최종 인상하기로 했지만 프리미엄은 리터당 6볼리바르(공시환율 약 60ℓ), 저급 휘발유는 1볼리바르(10ℓ)에 그쳤다.
철광석, 석탄, 보크사이트, 금, 니켈, 다이아몬드 등 다양한 천연자원이 개발 및 생산 단계에 있다. 2000년 4월, 베네수엘라 대통령은 광물 채취에 대한 민간부문의 참여를 장려하기 위해 새로운 광업법과 법규를 채택할 것을 선언했다. 베네수엘라 경제위기 당시인 2013년 2월~2014년 2월 금 채굴률은 64.1%, 철 생산량은 49.8% 감소했다. 금 생산에서 2009년까지 이 나라는 연평균 11~12톤을 생산했다. 그 후, 그 나라의 정치적, 경제적 문제로 인해, 광산이 많이 감소하여, 2017년에 그 나라는 겨우 0.48톤을 추출했다.
베네수엘라는 주로 수력발전의 자원을 활용해 자국 산업에 전력을 공급하고 있으며, 2016년 말 전체 소비량의 57%를 차지하고 있다. 그러나 지속적인 가뭄으로 인해 수력자원의 에너지 생산이 심각하게 감소하였다. 국가 전기법은 법적 틀을 제공하고 이 분야에 대한 경쟁과 신규 투자를 장려하기 위해 고안되었다. 2년의 지연 끝에, 정부는 다양한 국가 소유 전기 시스템을 이전에 계획했던 것과는 다른 계획으로 민영화 계획을 진행하고 있다.

### 제조업
제조업은 2014년 GDP의 12%를 차지했다. 투자 부족과 부실 경영 비난 속에 제조업은 심각한 어려움을 겪고 있다. 베네수엘라는 철강, 알루미늄, 운송장비, 직물, 의류, 음료, 식료품을 제조하고 수출한다. 시멘트, 타이어, 종이, 비료 등을 생산하며 내수 및 수출용 자동차를 조립한다.
2014년 베네수엘라 중앙은행은 신차 부족률이 100%에 이른다고 발표하면서 65년 만에 자동차 생산을 중단했다. 2016년 상반기까지 베네수엘라에서는 하루에 10대만 생산되었으며, 생산량은 86% 감소했다.
2017년 베네수엘라의 산업생산은 약 2% 감소한 것으로 나타났다.

### 농업
베네수엘라의 농업은 GDP의 약 3%, 노동력의 약 10%, 베네수엘라 국토 면적의 최소 4분의 1을 차지한다. 베네수엘라는 쌀, 옥수수, 생선, 열대과일, 커피, 쇠고기, 돼지고기를 수출한다. 그 나라는 대부분의 농업 분야에서 자급자족하고 있지 않다. 베네수엘라는 식량 수요의 약 3분의 2를 수입한다. 2002년 미국 기업들은 밀, 옥수수, 콩, 콩 가루, 면화, 동물성 지방, 식물성 기름 및 기타 품목을 포함한 3억4700만 달러 상당의 농산물을 수출하여 베네수엘라를 남아메리카의 상위 2개 미국 시장 중 하나로 만들었다. 미국은 베네수엘라의 식량 수입의 3분의 1 이상을 공급한다. 최근 정부의 정책들이 식량 부족 문제를 야기하고 있다.

### 가축
베네수엘라의 가축 생산량은 2019년 기준 쇠고기 47만 톤, 닭고기 45만 4천 톤, 돼지고기 12만 9천 톤, 소젖 17억 리터 등이다. 닭고기 생산량은 2011년 110만 톤에서 2017년 44만 8천 톤으로 해마다 점진적으로 감소했다. 돼지고기 생산량은 2011년 21만9000t에서 2018년 12만4000t으로 줄었다. 젖소의 우유 생산량은 2011년 24억 리터에서 2019년 17억 리터로 감소했다.

## 무역

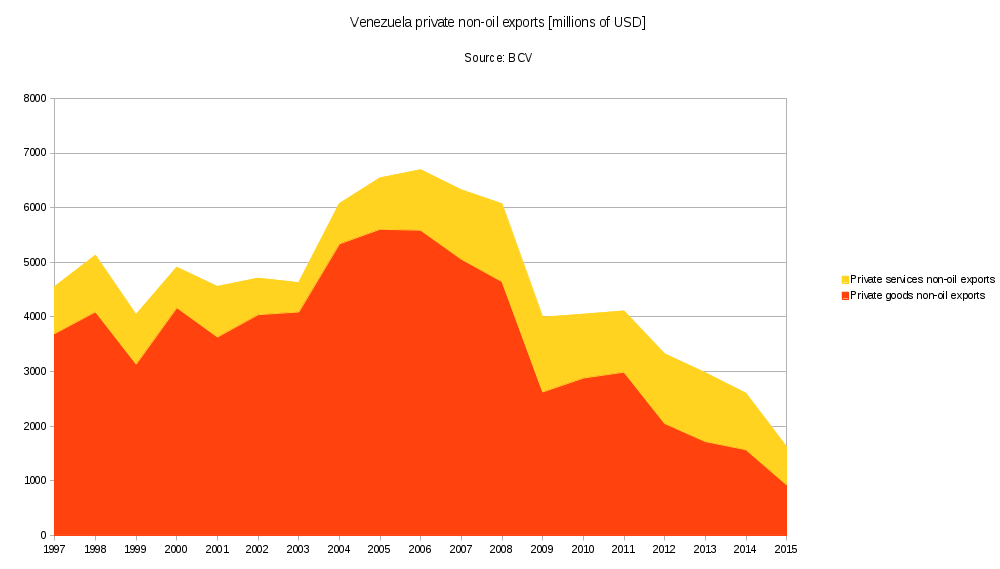
베네수엘라의 민간 부문 비석유 수출액은 1997년부터 2015년까지 수백만 달러이다. (주황색=상품, 노란색=서비스)

베네수엘라는 석유 수출국 기구(OPEC), 가스 수출국 포럼(GECF), 아메리카를 위한 볼리바르 동맹(ALBA), 라틴아메리카·카리브 국가 공동체(CELAC)의 창립 회원국이다. 석유는 베네수엘라 수출의 80%를 차지하며 2017년 기준 222억 달러이다. 석유 수출 덕분에 베네수엘라는 보통 무역 흑자를 기록한다. 2005년부터 비전통적인(즉, 비석유) 민간 부문 수출은 급격히 감소하고 있다. 2015년까지 그들은 전체 수출의 8%를 차지한다. 미국은 베네수엘라의 주요 무역 파트너이다. 2002년 미국은 베네수엘라에 44억 달러를 수출하여 미국에서 25번째로 큰 시장이 되었으며, 베네수엘라는 미국에 151억 달러를 수출하여 14번째로 큰 상품 공급원이 되었다. 베네수엘라는 미주 자유 무역 지대에 반대한다.
1998년 이후, 베네수엘라의 우고 차베스 대통령과 중화인민공화국의 관계는 점차 발전하고 있다. 중-베네수엘라 무역은 1999년 이전에는 연간 5억달러 미만이었고 2009년에는 75억달러에 달해 중국이 중남미에서 제2의 교역 상대이자 베네수엘라의 최대 투자처로 자리 잡았다. 중국이 베네수엘라에 수십억 달러를 투자하고 베네수엘라는 중국에 대한 석유와 다른 자원 수출을 늘렸다. 중국은 베네수엘라 통화를 받아들이지 않고 베네수엘라가 달러나 금으로 지불할 능력이 없다는 이유로 베네수엘라에 대한 수출을 위해 석유로 지불을 요구해왔다.

## 노동
차베스 정권 하에서 베네수엘라는 노동자평의회가 공장이나 공장의 경영에 핵심적인 역할을 하는 노동자 주도형 "공동경영"을 시행하기도 했다. 국영 알카사 공장과 같은 실험적인 공동 관리 기업에서 근로자들은 예산을 개발하고 생산과 관련된 기술적 문제에 대해 회사 경영진과 함께 일하는 관리자 및 부서 대표들을 선출한다.
2010년 11월, 노동자들은 발레라와 발렌시아의 공장 밖에서 미국의 병 제조회사인 오웬스-일리노이 수용에 항의하며 일주일을 보냈다.
2008년 금융위기 이후 노사분규가 계속 증가하고 있다. 세계 경제 포럼에 따르면 베네수엘라는 경제경쟁력 148개국 중 134위를 차지하고 있다. 민간에서는 이 같은 조사 결과가 경직된 노동시장 탓으로 보고 있다.
최근 몇 년 동안, 친노동자들에 대한 일련의 법령이 통과되었다. 가장 중요한 것은 LOTT로 알려진 2012년 노동법일 수 있다. 이 법들은 사실상 해고 금지, 주당 근로시간 단축, 휴일 개선, 출산급여 강화 등을 포함하고 있다. LOTT는 첫 달 이후 대부분의 근로자들에게 고용 보장을 제공한다. 고용주들은 이러한 노동법의 관용 때문에 결석률이 40%에 이른다고 보고했다. 예상대로, 고용주들은 채용에 대한 의지가 적었다.
2014년 11월 17일, 마두로 대통령은 모든 노동자의 최저 임금을 15% 인상하는 포고령을 발표했다. 이 법령은 2014년 12월 1일 발효되었다. 마두로 대통령은 2015년 4월 28일 노동자의 날 기념행사의 일환으로 최저임금이 30%, 5월 20%, 7월 10% 인상될 것이라고 발표했다.
2017년 9월 전국노동조합(UNETE)은 베네수엘라가 마두로 대통령 당선 이후 334만5000개의 일자리를 잃었다고 발표했다. 2017년 12월까지 실직자 수는 40만 명 증가해 마두로 정권 출범 이후 385만 명을 넘어섰다.

## 사회 기반 시설
20세기에 베네수엘라가 석유 판매로 이익을 얻었을 때, 베네수엘라는 인프라가 번성했다. 그러나 최근 몇 년간 베네수엘라의 공공 서비스와 기반시설, 특히 전기와 수도와 같은 공공시설은 어려움을 겪고 있다.

### 교통
베네수엘라는 1960년대에 석유와 알루미늄 산업을 돕기 위해 처음 만들어진 광범위한 도로 시스템을 가지고 있다. 수도 카라카스는 프랑스인들이 설계한 현대식 지하철 시스템을 가지고 있었으며, 지하철은 51km(31.6mi) 이상의 터널을 뚫었다.
1870년, 안토니오 블랑코는 베네수엘라의 철도 시스템을 만드는 것을 도왔다.
차베스 정부는 2030년까지 1만3700km(8500mi)의 선로를 건설하는 15개 철도 노선을 계획했다. 이 네트워크는 중국 철도와 협력하여 건설되고 있으며, 또한 베네수엘라와 협력하여 선로, 철도 차량, 그리고 궁극적으로 기관차를 위한 공장을 만들고 있다. 다만 베네수엘라가 75억 달러를 지불하지 못하고 중국철도총공사가 5억 달러에 가까운 빚을 지면서 베네수엘라의 철도 프로젝트는 제동이 걸리고 있다.
루프트한자는 2016년 6월 18일 베네수엘라의 모든 항공편을 중단하겠다고 밝혔다. 다른 항공사들도 항공편을 줄이고 승객들에게 US$로 요금을 지불하도록 요구했다.

### 에너지
베네수엘라의 전력망은 베네수엘라의 여러 지역에서 가끔 정전으로 어려움을 겪고 있다. 2011년, 그것은 너무 많은 문제를 가지고 있어서 정전을 완화하기 위해 전기 배급제가 시행되었다. 2013년 9월 3일, 베네수엘라의 70%가 암흑에 빠졌고, 베네수엘라의 23개 주 중 14개 주가 하루 종일 전기가 공급되지 않는다고 밝혔다. 2013년 12월 2일 또 다른 정전으로 베네수엘라의 대부분이 다시 암흑에 빠졌고 선거를 불과 며칠 앞두고 발생했다.

## 사회 발전
2000년대 초 유가가 치솟으며 1980년대 베네수엘라 경제 붕괴 이후 볼 수 없었던 자금을 차베스 정부에 제공하자 차베스 정부는 "반 권위주의 과포퓰리즘"이 되어 막대한 자원을 통제하기 위해 경제에 대한 권력을 공고히 했다. 차베스는 국내적으로는 이러한 석유 자금을 포퓰리즘 정책에 사용하였으며, 경제, 문화, 사회 환경을 개선하기 위한 공공 서비스를 제공하기 위한 볼리비아 선교단을 창설하였다. 1999년부터 2009년까지 정부 수입의 60%가 사회 프로그램에 집중된 반면 사회 투자는 1988년 GDP의 8.4%에서 2008년 18.8%로 증가했다. 2000년대 초 차베스의 임기가 시작될 무렵의 경고에도 불구하고, 차베스 정부는 그의 사망 직후 베네수엘라가 직면했던 미래의 경제 위기를 대비하기 위해 충분한 돈을 저축하지 않았다. 차베스가 사망한 해에도 베네수엘라는 2013년 유엔 개발 계획(UNDP)에 따르면 여전히 인간 개발 지수가 높은 국가로 분류되었다.